# Pradera de hierbas altas

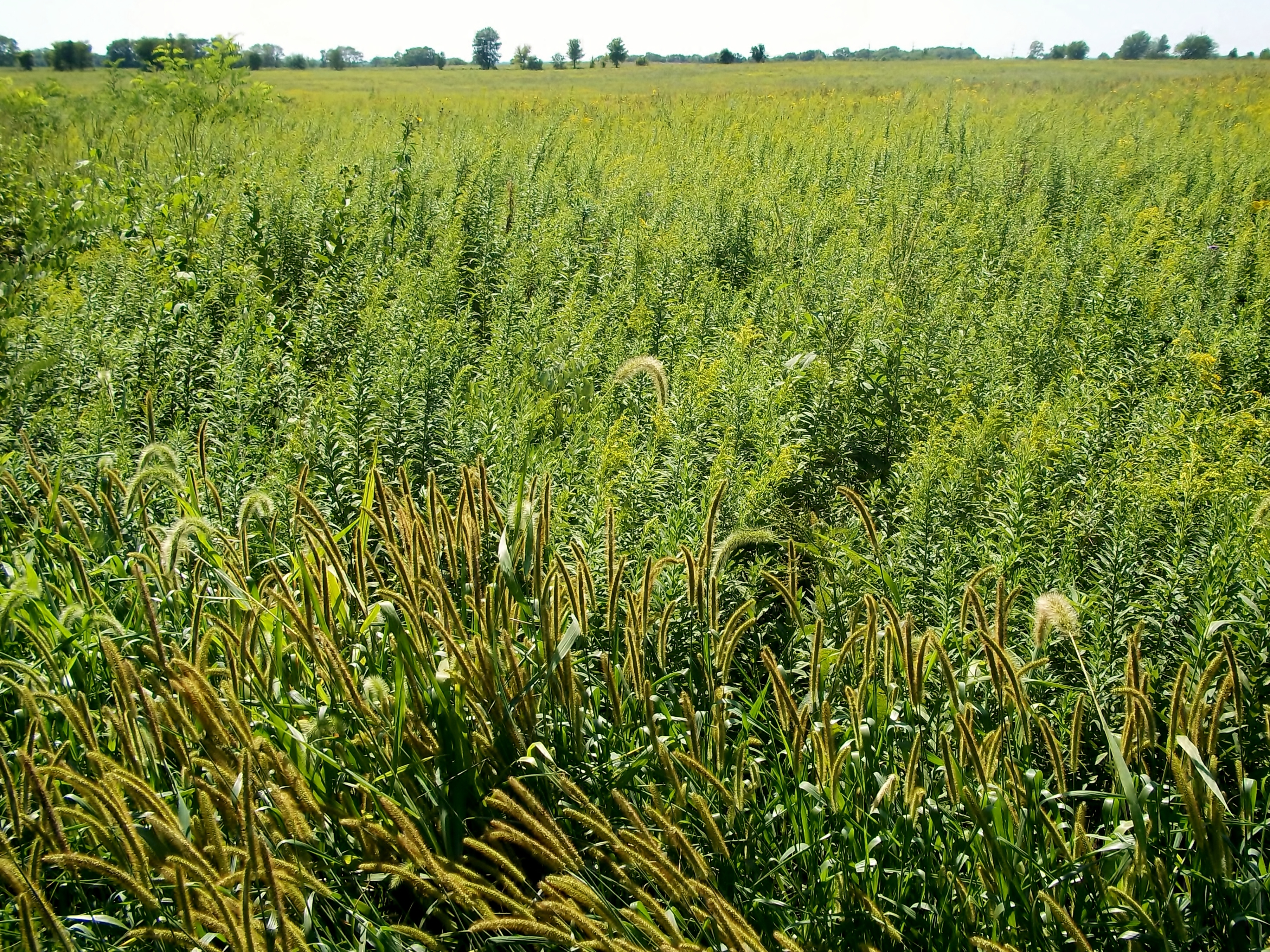
Pradera de hierbas altas, Midewin-Illinois.

La pradera de hierba alta en inglés : tallgrass prairie es un ecosistema nativo del centro de Norteamérica, donde el fuego es el accidente periódico primario. En el pasado, las praderas de hierba alta cubrían una gran parte del Medio Oeste de Estados Unidos, justo al este de las Grandes Llanuras, y porciones de las praderas canadienses. Se encuentran típicamente en los biomas "praderas de transición a los bosques centrales", "pradera central de hierba alta" y la "transición de la sabana a los bosques norteños del medio oeste". 
Estas florecen en zonas ricas en suelos de loess y lluvias moderadas de alrededor de 760 mm a 890 (30 a 35 Pulgadas) por año. Al este se encuentran las "sabanas del este" que están mantenidas por la ecología del fuego. En el noreste dominados por el bosque de hayas y arces, donde el fuego por la mayor humedad es poco frecuente es periódicamente la acción del viento el que representa el principal factor perturbador. Por el contrario, la pradera de hierba corta era típica en las llanuras del "Great Western", donde las lluvias son menos frecuentes y los suelos son menos fértiles.

## Límites

Pradera de hierba alta, en relación con las Grandes Llanuras
Pradera de hierba corta
Pradera de hierba mixta
Pradera de hierba alta

Como su nombre indica, las características más evidentes de la pradera de hierba alta son el gran porte de las hierbas que aquí se encuentran, tal como la hierba india (Sorghastrum nutans), el gran tallo azul (Andropogon gerardii), pequeño tallo azul (Schizachyrium scoparium), y la hierba giratoria (Panicum virgatum), que promedia de altura entre 1,5 y 2 m (4,9 y 6,6 pies), con tallos ocasionales de 2,5 hasta 3 m (8,2 a 9,8 pies). Las praderas incluyen un gran porcentaje de hierbas que no son gramíneas, tal como del género Amorpha spp., Silphium, y de la familia Asteraceae.
El bioma de la pradera de hierba alta depende de los incendios que se originan de forma natural en ella, para su supervivencia y renovación. Las plántulas de árboles y especies exóticas invasoras sin tolerancia al fuego son eliminadas por los incendios periódicos. Estos incendios pueden establecerse ya sea por el hombre (por ejemplo, los americanos nativos utilizaron fuego para conducir el bisonte y mejorar la caza, los viajes y la visibilidad) o comienzan de forma natural por un rayo. Los intentos de los investigadores para restablecer pequeñas secciones de pradera de hierba alta en arboreto no tuvieron éxito hasta que empezaron a usar incendios controlados.
Técnicamente las praderas tienen menos del 5 al 11% de cubierta forestal. Una comunidad de plantas dominadas por plantas de porte herbáceo con una cubierta forestal del 10-49% es una sabana.
Debido a la acumulación de materia orgánica y loess, partes de la pradera norteamericana de hierba alta tenían el nivel más profundo de tierra vegetal registrado. Después de que el arado de acero fuera inventado por John Deere, esta fértil tierra se convirtió en uno de los recursos agrícolas más importantes de América. Más del 99% de la pradera de hierba alta original es ahora tierra de granjas.